# Списък на народните представители от Шестото народно събрание
Това е списък на народните представители от VI народно събрание на Народна република България. Изборите за народно събрание са проведени на 27 юни 1971 г. с избирателна активност от 99,90 %. Избрани са общо 400 народни представители.

## Списък
Народните представители са подредени по азбучен ред на окръзите:

### Благоевградски окръг
1. Кръстьо Тричков
2. Васил Арсов Поптодоров
3. Борис Вапцаров
4. Владимир Виденов
5. Алекси Иванов
6. Вангелия Илиева Поповчева
7. Асен Андонов Панев
8. Коста Керемидчиев
9. Параскева Николова Милева
10. Кръстьо Стойчев
11. Елена Лагадинова
12. Крум Радонов
13. Данчо Димитров
14. Любен Стефанов
15. Григор Григоров

### Бургаски окръг
1. Иван Попов
2. Дражо Георгиев Атанасов
3. Йорданка Делчева Тодорова
4. Атанас Стоянов Мусов
5. Динка Колева Илиева
6. Никола Василев Коларов
7. Николай Жишев
8. Вангел Тръпков
9. Давид Давидов
10. Панайот Георгиев Яръмов
11. Марин Иванов Бахчеванов
12. Ангел Димитров Сираков
13. Минчо Минчев
14. Иван Башев[2]
15. Секул Крумов
16. Недялка Стойкова Георгиева
17. Георги Андреев
18. Колю Куманов Сотиров
19. Екатерина Аврамова

### Варненски окръг
1. Ганчо Тотев Христов
2. Каприел Каприелов
3. Тодор Стойчев
4. Атанас Маринов Славов
5. Иван Добрев
6. Стефан Гецов
7. Анка Петрова Стоянова
8. Марийка Славова Царева
9. Донка Радева Трайкова
10. Георги Трайков
11. Христо Георгиев
12. Дико Фучеджиев
13. Ангел Лазаров Василев
14. Демир Борачев
15. Константин Атанасов Балтов
16. Екатерина Маринова
17. Иван Калудов
18. Димо Тодоров Стоянов
19. Тодор Янакиев

### Великотърновски окръг
1. Димитър Косев
2. Венелин Коцев
3. Ботьо Менев Михайлов
4. Димитър Стоянов
5. Марин Йоргов Митрев
6. Светла Даскалова
7. Маринка Андреева Сапунджиева
8. Петър Панайотов
9. Енчо Стайков
10. Иван Стоянов Ненов
11. Тодор Колев Велев
12. Петко Илиев Кожухаров
13. Петко Кунин
14. Димитър Христов Тужаров
15. Маргарита Босилкова Бакалова
16. Иван Недев

### Видински окръг
1. Иван Михайлов
2. Соня Кръстева Атанасова
3. Александър Лилов
4. Нинко Стефанов
5. Петко Илиев Иванов
6. Александър Илиев Крушарски
7. Камен Иванов Каменов
8. Петър Младенов

### Врачански окръг
1. Иван Абаджиев
2. Венета Георгиева Петрова
3. Стефка Иванова Беленска
4. Тодор Иванов
5. Стоян Караджов
6. Илинка Стоянова Иванова
7. Димитър Асенов Горанчовски
8. Тодор Божинов
9. Иван Николов Стоянов
10. Кръстю Петков Балевски
11. Димо Дичев
12. Мария Петкова Митова
13. Велко Русинов Велков
14. Иван Соколарски

### Габровски окръг
1. Костадин Гяуров
2. Ненчо Станев
3. Донка Христова Колева
4. Христо Орловски
5. Иван Иванов Иванов
6. Ангел Шишков
7. Доротея Маринова Милчева
8. Петър Иванов Петров
9. Семо Стефанов Семов

### Кърджалийски окръг
1. Георги Петров
2. Петко Ангелов Петков
3. Сава Дълбоков
4. Тодор Стоянов Тодоров
5. Исмаил Алиев Садулов
6. Георги Иванов Гелков
7. Найде Ферхадова (Надя Аспарухова)
8. Младен Исаев
9. Димитър Делчев Гогов
10. Мюзеин Юсеинова Доргудова
11. Васил Зикулов
12. Шериф Алиев Османов
13. Кирил Клисурски
14. Георги Атанасов

### Кюстендилски окръг
1. Раденко Видински
2. Анка Петрова Ангелова
3. Тодор Павлов
4. Любомир Георгиев Бойков
5. Кирил Косев
6. Никола Виденов
7. Станко Димитров
8. Емилия Георгиева Христова
9. Асен Борисов Христов

### Ловешки окръг
1. Георги Босолов[3]
2. Пенка Райнова Вълчева
3. Владимир Бонев
4. Дочо Шипков
5. Никола Велев Нинов
6. Марин Грашнов
7. Петър Балевски
8. Георги Калев Шарков
9. Иванка Дикова
10. Дончо Николов Дончев

### Михайловградски окръг
1. Пенко Кръстев
2. Трифон Балкански
3. Бойко Тодоров
4. Георги Боков
5. Милка Павлова Христова
6. Методи Петров
7. Стефан Андреев Стефанов
8. Асен Цветанов Торньов
9. Анастас Първанов
10. Софка Атанасова Шуманска
11. Димитър Апостолов Младенов

### Пазарджишки окръг
1. Мако Даков
2. Димитър Жулев
3. Стоянка Кръстенова
4. Максим Трендафилов Иливанов
5. Георги Манев
6. Атанас Семерджиев
7. Кирил Ангелов Арабаджийски
8. Иван Панев
9. Димитър Стоянов Продански
10. Ангел Цанев
11. Димитър Йорданов Тонов
12. Милена Стамболийска
13. Пенка Иванова Станчева
14. Костадин Йорданов Атанасов

### Пернишки окръг
1. Иван Михайлов Миленов
2. Лиляна Иванова Костова
3. Станко Тодоров
4. Евгени Здравков Йонев
5. Никола Делчев Гугов (Павел Вежинов)
6. Борис Манов
7. Васил Василев Василев
8. Иван Тодоров Спасов
9. Славчо Трънски

### Плевенски окръг
1. Божидарка Иванова Чапанова
2. Пеко Таков
3. Карло Луканов
4. Ангел Балевски
5. Лиляна Маринова Иванова
6. Марко Петков Марков
7. Любомир Драгомиров Ванков
8. Ради Найденов
9. Сава Гановски
10. Евгени Матеев
11. Иван Бешев
12. Димитрина Добрева Русинова
13. Петър Петров Цветков
14. Емилия Борисова Русева
15. Пенко Герганов
16. Съботин Генов

### Пловдивски окръг
1. Стоян Минков Велишки
2. Стефка Томанова Иванова
3. Мильо Николов Милев
4. Ненко Лечев
5. Желязко Колев
6. Георги Караманев
7. Стефан Василев
8. Петър Венков Чемишанов
9. Пенка Димова Лукова
10. Димитър Карамуков
11. Стою Хараланов Пичуров
12. Димитър Василев Стоименов
13. Георги Владиков
14. Комня Белева Сотирова
15. Тодорка Кузмова Пехливанова
16. Ангел Йорданов
17. Димитър Аргиров Костов
18. Георги Ганев[4]
19. Георги Пирински
20. Гено Генов
21. Рада Тодорова
22. Атанаска Василева Арнаудова
23. Георги Караславов
24. Тано Цолов
25. Мирчо Стойков
26. Дража Вълчева
27. Благой Пенев
28. Георги Георгиев – Гец
29. Никола Балканджиев[5]
30. Георги Угринов
31. Слави Петков Пушкаров

### Разградски окръг
1. Радка Иванова Кожухарова
2. Гриша Филипов
3. Милко Тарабанов
4. Бончо Митев
5. Ярослав Радев
6. Любомир Велчев Казаков
7. Рузие Ахмедова Вейсалова
8. Хасан Исмаилов Ахмедов
9. Христо Радков

### Русенски окръг
1. Елка Борисова Стефчева
2. Спас Коев Спасов
3. Стоян Тончев
4. Димитър Братанов
5. Александър Попов
6. Иванаки Иванов Басарбовски
7. Спас Благовестов Райчев
8. Ангел Бобоков
9. Петър Данаилов
10. Мария Илиева Петрова
11. Борислав Шаралиев
12. Боян Българанов[6]
13. Светлин Русев
14. Марко Марков Тодоров

### Силистренски окръг
1. Иван Пръмов
2. Павел Матев
3. Недка Стоянова Куртева[7]
4. Лазар Иванов Ралчев
5. Георги Кардашев
6. Мукадис Кадирова Алиева
7. Александър Атанасов Чолаков
8. Начо Папазов

### Сливенски окръг
1. Павлина Симеонова Минчева
2. Цола Драгойчева
3. Дора Белчева
4. Георги Джагаров
5. Николай Иванов
6. Георги Данчев
7. Тенчо Папазов
8. Величко Петров
9. Любомир Стефанов Дренски
10. Асен Стефанов Цукев
11. Минчо Василев Икономов

### Смолянски окръг
1. Кирил Зарев
2. Димитър Димитров
3. Страхил Лефтеров Иванов
4. Росица Георгиева Гугинска
5. Григор Шопов
6. Атанас Димитров
7. Величко Караджов
8. Йосиф Ставрев Тошков
9. Илия Райчев Станчев

### Град София
1. Здравко Георгиев
2. Георги Кулишев
3. Петко Стайнов[8]
4. Смирна Коритарова
5. Христо Добрев
6. Стойко Чавдаров
7. Ангел Димитров
8. Рубен Аврамов
9. Цветана Георгиева Доганова
10. Вера Начева
11. Георги Стоилов
12. Митко Григоров
13. Венко Марковски
14. Радой Попиванов
15. Милко Балев
16. Йордан Катранджиев
17. Александър Райчев
18. Тончо Чакъров
19. Димитър Гундов
20. Славчо Радомирски
21. Тодор Живков
22. Йордан Гюлемезов
23. Пантелей Зарев
24. Никола Калинов Марков
25. Къню Петров Кожухаров
26. Марийка Димитрова Атанасова
27. Пенчо Костурков
28. Велко Палин
29. Кирил Лазаров
30. Димитър Попов
31. Георги Йорданов
32. Боян Първанов
33. Найда Манчева
34. Марий Иванов
35. Ради Кузманов
36. Тодор Прахов
37. Асен Павлов
38. Филип Филипов
39. Владимир Стойчев
40. Борис Велчев
41. Давид Младенов
42. Делчо Чолаков
43. Лазар Костов Лазаров
44. Коста Йорданов Мишев
45. Марко Гюров Милушев
46. Роза Иванова Костова
47. Железан Райков Железанов

### Софийски окръг
1. Никола Матев
2. Йордан Керезов
3. Параскева Димитрова Андреева
4. Николай Александров Гайдаров
5. Христо Ценов Христов
6. Тодорка Василева Йотова
7. Ангел Солаков
8. Добри Джуров
9. Веселин Андреев
10. Янко Марков
11. Димитър Василев Петков
12. Димитър Попов
13. Ангел Цветков
14. Ганю Щилиянов Ганев
15. Григор Стоичков

### Старозагорски окръг
1. Георги Павлов
2. Пенчо Кубадински
3. Али Ибрахимов
4. Христо Шанов
5. Марко Ганчев Димитров
6. Велко Димитров
7. Недялка Славова Николова
8. Константин Попов
9. Стою Неделчев
10. Христо Келчев
11. Аврам Аврамов
12. Радка Петрова Нинова
13. Иван Димитров Ненов
14. Здравко Митовски
15. Никола Тодоров Мирчев
16. Иван Будинов
17. Гено Вълев Биков
18. Христо Даскалов

### Толбухински окръг
1. Пеню Кирацов
2. Ганчо Кръстев
3. Иван Димитров Иванов
4. Кольо Кънев
5. Вълкан Шопов
6. Хараламби Трайков[9]
7. Кънчо Милтиядев Кънчев
8. Велико Георгиев Желев
9. Кирил Игнатов
10. Леман Февзиева Яхова
11. Йовка Русева Желязкова

### Търговищки окръг
1. Ангел Тодоров
2. Христо Колев Станев
3. Георги Карамфилов
4. Груди Атанасов
5. Димитър Богданов Георгиев
6. Стойка Костова Атанасова
7. Константин Теллалов
8. Назмие Хасанова Табанлиева

### Хасковски окръг
1. Господин Корцанов
2. Иванка Маринова Бонева
3. Петър Танчев
4. Недялка Иванова Ганева
5. Мишо Мишев
6. Емилиян Станев
7. Иван Араклиев
8. Чанко Георгиев Стоев
9. Елка Стоянова Халхулова
10. Стоян Даскалов
11. Борис Спасов
12. Пандо Ванчев
13. Димитър Баждаров[10]
14. Никола Янев Бамбалов

### Шуменски окръг
1. Живко Живков
2. Васил Вачков
3. Стоянка Станчева Любенова
4. Коста Дяков Иванов
5. Салиха Ехлиманова (Светлана Дилова)
6. Рахо Аврамов Машиах
7. Върбан Христов Чаков
8. Крум Василев
9. Лалю Ганчев
10. Иван Драгоев
11. Андрей Гуляшки
12. Димо Ангелов Кръстев

### Ямболски окръг
1. Димитър Йовчев
2. Кина Петрова Иванова
3. Любка Стоянова Александрова
4. Илия Стоянов Въртигоров
5. Иван Куршумов
6. Иван Тенев
7. Стоян Сюлемезов
8. Николай Гагамов
9. Мирчо Спасов
10. Георги Желев Генов